# Jibum

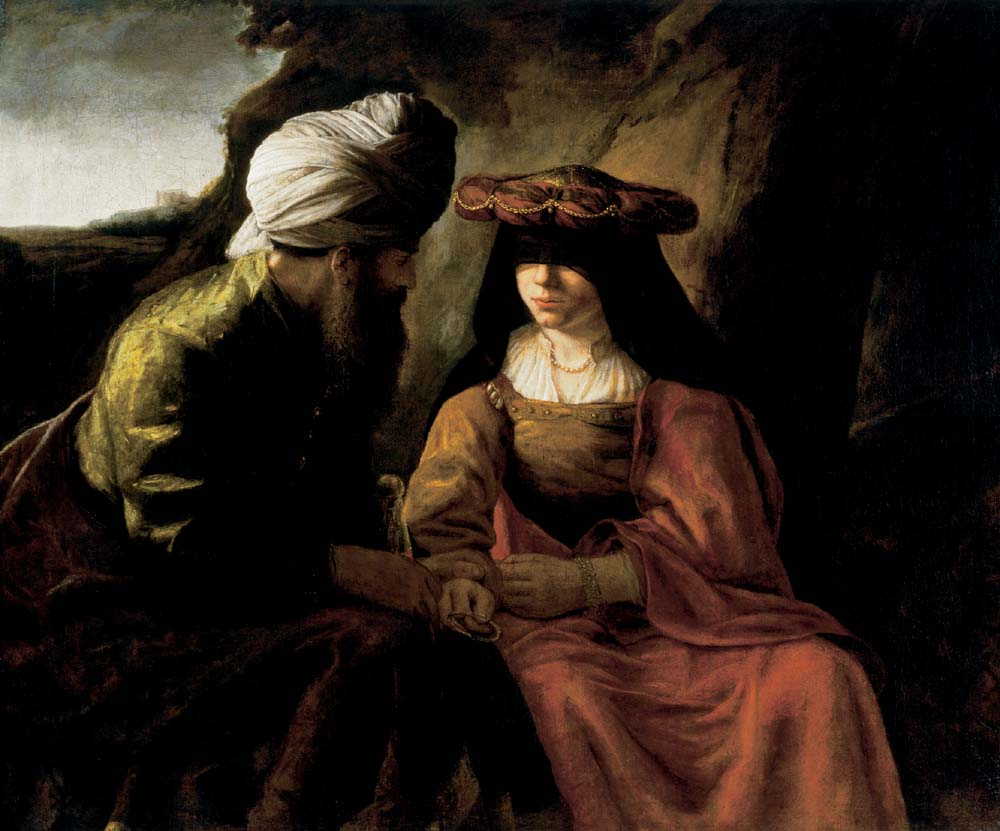
Gerbrand van den Eeckhout, biblijne małżeństwo, Juda i Tamar

Jibum (Yibbum) – w judaizmie małżeństwo lewirackie, obowiązek ożenku z bezdzietną żoną po zmarłym bracie dla podtrzymania rodu. Zgodnie z prawem religijnym pierworodny syn z tego rodzaju małżeństwa otrzymywał imię pierwszego męża, o czym mówił zapis z Księgi Powtórzonego Prawa.